# Kyllinga jubensis
Kyllinga jubensis är en halvgräsart som beskrevs av Emilio Chiovenda. Kyllinga jubensis ingår i släktet Kyllinga och familjen halvgräs. IUCN kategoriserar arten globalt som otillräckligt studerad. Inga underarter finns listade i Catalogue of Life.